# شهرستان کولپاشفسکی
شهرستان کولپاشفسکی (به لاتین: Kolpashevsky District) یک شهرستان در روسیه است که در استان تومسک واقع شده‌است.